# Аланя
Ала̀ня (на италиански: Alagna, на местен диалект: Lagna, Ланя) е село и община в Северна Италия, провинция Павия, регион Ломбардия. Разположено е на 92 m надморска височина. Населението на общината е 848 души (към 2017 г.).